# Чужими глазами
«Чужими глазами» (англ. I Am the Doorway) — рассказ Стивена Кинга впервые опубликованный в 1971 году в журнале Cavalier. В 1978 году вошёл в авторский сборник «Ночная смена» (англ. Night Shift). Существует много вариантов перевода этого рассказа на русский язык, он также публиковался под такими названиями как: «Дверь», «Я — дверь», «Я — дверной проём», «Я — дверь отверстая» и «Взгляд изнутри».

## Переводы
На русский язык впервые был переведен Андреем Левенко и Владимиром Фесиком как «Дверь» и опубликован в журнале «Техника — молодёжи», № 6 за 1987 год. Позже был переведен Сергеем Таском как «Я — дверь», и опубликован в газете «Неделя» (приложение к газете «Известия»), № 9 за 1991 год. Этот вариант позже переиздавался несколько раз. В этом же году под названием «Чужие глаза» был издан в составе сборника «Англо-американская фантастика», в томе 3. В 1993 году был переведен А. Мясниковым как «Я — дверной проём» и опубликован в собрании сочинений Стивена Кинга, в томе «Темная половина», а позже, в 1995 — в авторском сборнике «Ночная смена», изданном рядом украинских издательств. В 1996 был переведен М. В. Опалевой как «Взгляд изнутри» и издан в сборнике «Копилка Сатаны». В 1998 С. Таск вторично перевел рассказ уже как «Чужими глазами», и в этом переводе рассказ издавался в сборниках издательства АСТ, в том числе в «Газонокосильщике» (аналог второй части оригинального сборника Night Shift).

## Сюжет
У бывшего космонавта, инвалида Артура, который первым осуществил полет к Венере, на пальцах рук из-под кожи появляются чьи-то глаза. Он подозревает, что некое инопланетное разумное существо подселилось в его тело и разум. Эти глаза не просто наблюдают, они способны убивать людей силой мысли, если видят их. Артур бинтует руки (хотя чужеродный разум недоволен этим), а потом решает попросить помощи у своего близкого друга Ричарда. Он рассказывает другу о своей беде, признаваясь в убийстве одного мальчика. Тот не верит ему и требует доказательств, но тела мальчика они не находят. Хотя Артур боится снимать повязки с рук, ему приходится это сделать…

## Герои
- Артур — бывший космонавт, награждённый за первый полет к Венере. При аварийной посадке на землю получил серьёзные травмы — у него отнялись ноги. Выйдя на пенсию, переехал во Флориду, где к началу событий рассказа жил уже пять лет.
- Ричард — близкий друг Артура, скульптор-любитель, до пенсии занимавшийся недвижимостью, который познакомился с ним уже во Флориде.

## Элементы научной фантастики
Хотя первая высадка человека на Луну была совершена в 1969 году, команда Нила Армстронга не упоминается — в рассказе под первым полетом к Луне подразумевается орбитальный полет «Аполлона-8»: Бормана, Андреса и Ловелла, — в 1968 году.
В рассказе также описывается первая высадка людей на Марс в 1979 (в реальности не осуществленная в XX веке), и обнаружение ими такой формы жизни, как лишайник (в реальности существование даже бактерий на Марсе не подтверждено, хотя условия для существования жизни в последнее время оцениваются, как благоприятные), причем этот факт по какой-то причине не произвел фурора.
Год экспедиции к Венере не назван (в реальности в 1974 году США планировали совершить пилотируемый облёт Венеры, но полет не был выполнен). Художественное описание Венеры довольно пространно, но элементов научной фантастики мало. Упоминается атмосфера и мнимая полная безжизненность планеты. Когда напарник главного героя вышел в открытый космос на орбите Венеры, произошло его заражение некоей формой жизни, которое он передал Артуру. Через пять лет после этого инопланетное существо начало проявлять активность в теле главного героя: на кончиках пальцев Артура появились зрячие глаза, а его сознание стало изменяться, этими глазами он видел мир Земли как чуждый, уродливый и пугающий.

## Экранизация
В 2006 году снят короткометражный фильм I am the Doorway.